# Паретола (Маса-Карара)
Паретола је насеље у Италији у округу Маса-Карара, региону Тоскана.
Према процени из 2011. у насељу је живело 52 становника. Насеље се налази на надморској висини од 684 м.